# رونالد دي سوزا
رونالد دي سوزا هو فيلسوف كندي، ولد في 1940.